# Comté de Yancey
Le comté de Yancey est un comté situé dans l'État de Caroline du Nord aux États-Unis.

## Démographie
| 1840  | 1850  | 1860  | 1870  | 1880  | 1890  |
| ----- | ----- | ----- | ----- | ----- | ----- |
| 5 962 | 8 205 | 8 655 | 5 909 | 7 694 | 9 490 |

| 1900   | 1910   | 1920   | 1930   | 1940   | 1950   |
| ------ | ------ | ------ | ------ | ------ | ------ |
| 11 464 | 12 072 | 15 093 | 14 486 | 17 202 | 16 306 |

| 1960   | 1970   | 1980   | 1990   | 2000   | 2010   |
| ------ | ------ | ------ | ------ | ------ | ------ |
| 14 008 | 12 629 | 14 934 | 15 419 | 17 774 | 17 818 |